# Königsgewicht
Mit Königsgewicht wurde in England ein besonderes Pfund bezeichnet. Das Pfund zum Wiegen der türkischen und persischen Seide war schwerer als das Pfund Avoirdupois.
- 1 Königspfund/Kingwight =  24 Onces = 1 ½ Pound (Avoirdupois)

Das Seidengewichtspfund war mit ähnlicher Zweckbestimmung  bekannt.